# Monte Carmelo
El monte Carmelo (en hebreo: הר הכרמל‎ Har HaCarmel; en árabe: جبل الكارمل‎ Yabal al-Karmil) es una cordillera en Israel sobre el mar Mediterráneo. Tiene forma triangular, mide unos 26 km de largo y alrededor de 7 km de ancho y su altura máxima es de unos 550 m. Sus coordenadas son 32° 50' de latitud norte y 35º de longitud este. Gran parte de la ciudad de Haifa está situada sobre el monte Carmelo, como también otras pequeñas ciudades como Nesher o Tirat Karmel, que forman parte del área metropolitana de Haifa. En la tradición cristiana, el lugar es conocido por la aparición de la Virgen del Carmen.
Un filósofo sirio de los siglos III-IV d. C. llamado Jámblico escribió que el monte Carmelo era «el más santo de todos los montes». Las cuevas ubicadas en el monte Carmelo —cuevas de Nahal Me'arot— fueron declaradas Patrimonio de la Humanidad por la Unesco en 2012 bajo el nombre Sitios de la evolución humana en el Monte Carmelo, y el monte en sí fue declarado Reserva de la Biosfera en 1996.
Inspirados en el profeta Elías, durante el siglo XII, un grupo de hombres (probablemente ermitaños o cruzados) fundó en el monte Carmelo la Orden de los Carmelitas. Estos llevarían al mundo en siglos sucesivos la hoy extendida devoción de Nuestra Señora del monte Carmelo, referida comúnmente como Virgen del Carmen.

## Toponimia
La palabra Carmelo se ha interpretado en el sentido de: "tierra-jardín" de origen incierto.
Tradicionalmente se dice que Karmel (כרמל Krml) viene de Krm-Ēl (כרמ-אל) y significa «viñedos de Ēl», Ēl es un título para Dios en el judaísmo y significa Dios o poderoso. Otra opción es que la "L" (ל) al final, amplia su significado con un lugar de huertas frutales en general, y significa región rica en viñedos y huertas.
Según la interpretación, las letras (כ) K y (ק) Q son homófonas y se alternan entre ellas. Por lo tanto, Karmel también aparece en forma de Qarmel (קרמל ) nombre de un vegetal de la planta de luffa, lo que refuerza la conexión entre el nombre del lugar/vegetal - Karmel/Qarmel - y el color verde.

## Historia
De acuerdo a los historiadores, Vespasiano consultó en él (Notas de la Traducción Kadosh Israelita Mesiánica, por Diego de Ascunce [2003]). La orden religiosa católica de los Carmelitas fue fundada en el monte Carmelo en el siglo XII por un grupo, no se sabe si peregrinos, ermitaños o cruzados. La orden creció hasta convertirse en una de las mayores órdenes religiosas católicas. La tradición carmelita sugiere que una comunidad de ermitaños judíos vivieron en el monte Carmelo en los tiempos del profeta Elías aunque no hay evidencia documental de que dicha comunidad existiera.
Durante la Gran Guerra, el monte Carmelo tomó un importante papel estratégico. La batalla de Megiddo, que tuvo lugar en sus cercanías, fue el punto de inflexión que inclinó el fiel hacia el lado británico. 
A un paso entre la cumbre del monte Carmelo que da entrada al Valle de Jezreel, se desarrollará la Batalla de Armagedón según algunas interpretaciones cristianas.
En la falda del monte Carmelo, en el corazón de Haifa, se encuentra el Santuario del Báb, sitio donde se enterraron los restos mortales del profeta El Báb en 1909 y cuya estructura externa fue completada en los años 50. Este mausoleo se encuentra rodeado por dieciocho terrazas ajardinadas, junto al Centro Mundial Bahá'í, y forman el centro administrativo y espiritual de la Comunidad Mundial bahá'í. La localización de ambos fue designada por Bahá'u'lláh, fundador de la Fe Bahá'í, en la Tabla del Carmelo. El Santuario del Báb constituye uno de los principales atractivos turísticos de Haifa. La montaña es sagrada y un lugar de peregrinación para los bahá'ís de todo el mundo. Además, desde 2008 representan un Patrimonio de la Humanidad.
Los actuales grupos de esenios señalaban que el monte Carmelo era la fortaleza espiritual del templo B'nai-Amen, de los movimientos esenios del norte —los «nazarenos»— descritos por Epifanio de Salamis, Padre de la Iglesia, en su Panarion (1:18) y brevemente señalado por el historiador Flavio Josefo en su Guerra de los Judíos. Excavaciones en el monte Carmelo en 1958 descubrieron lo que parece ser el altar de Elías, la cueva donde él vivió y la fuente de Elías y los restos de un antiguo monasterio.

## Narrativa bíblica
Debido a la exuberante vegetación en la ladera inclinada y muchas cuevas en el lado más empinado, el monte Carmelo se convirtió en el lugar predilecto de los criminales. El Carmelo, densamente arbolado, era visto como un escondite, como se insinúa en el Libro de Amós.
Según los Libros de los Reyes, Eliseo viajó al Carmelo inmediatamente después de maldecir a un grupo de jóvenes por llamarlo calvo. Cuando Eliseo viajaba a Bethel un grupo de jóvenes le gritaron: ¡Sube, calvo! ¡Sube, calvo! Eliseo se dio la vuelta y los maldijo en el nombre de Yahweh De pronto salieron dos osas del bosque y los atacaron, despedazando a 42 de ellos. Esto no implica necesariamente que Eliseo haya buscado asilo allí debido a una posible reacción violenta, aunque la descripción en el Libro de Amós, de que el lugar es un refugio, está fechada por eruditos textuales como anterior a los relatos de Eliseo en los Libros de los Reyes.
El Tanaj menciona que los israelitas rendían culto a Baal, dios  asociado a la lluvia, el trueno y la fertilidad. Yahweh como castigo envía una sequía al Reino de Israel. Mientras la sequía azotaba a Israel, Elías solicita que los 450 sumos sacerdotes de Baal se reúnan en la cima del monte Carmelo. En el monte matan a un buey, construyen los altares y Elías propone que el dios que invocado prenda fuego al sacrificio será el verdadero. Los sacerdotes invocaron durante toda la mañana a Baal entre las risas y burlas de Elías, pero no pasó nada. En cambio, Elías -tras empapar de agua la ofrenda y el altar- llamó a Yahweh y este envió un rayo que prendió el sacrificio. El episodio culmina con Yahweh enviando la lluvia a Israel y el asesinato de los sacerdotes de Baal.

## Tabun
De 1930 a 1932, en el monte Carmelo, Dorothy Garrod descubrió restos neanderthales y modernos en las cuevas del Carmelo el-Wad, el-Tabun y es-Skhul.
Fotógrafos y diarios documentaron en 1932 el descubrimiento en el monte Carmelo de un esqueleto femenino de neanderthal, Tabun 1, «uno de los más importantes fósiles humanos descubiertos, hasta ahora». La excavación de Tabun produjo un récord estratigráfico en la región que abarcaba 600 000 años o más de actividad humana.

## Otros usos del nombre
El monte Carmelo es ampliamente conocido como un monte sacro, en su origen, para las religiones judía, cristiana y bahaí, los antiguos esenios y un lugar que ha influido en el nombre de otros lugares, movimientos religiosos y en la literatura en todo el mundo. Algunas otras montañas y lugares de todo el mundo han sido llamadas Carmelo, debido a esta montaña bíblica.